# Landåtervinning
Landåtervinning är en åtgärd för att öka mängden odlingsbar mark eller skapa områden för byggnation. Det sker vanligen genom  invallning och torrläggning av havsbottnar, men även 
torrläggning av våtmarker och sjöar räknas som landåtervinning. 

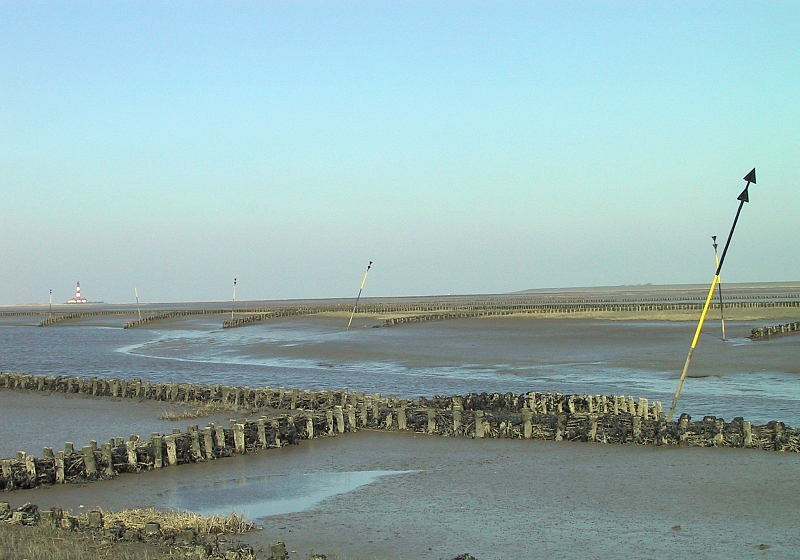
Landåtervinning i Vadehavet vid Eiderstedt.

Längs skyddade låglänta kuster och marskområden kan områden utökas genom naturlig tillväxt, som ofta hjälps på traven av människan. Man kan till exempel bygga vallar och gräva diken och kanaler för att leda bort vatten eller valla in stora områden som i Nederländerna där en fjärdedel av landet ligger under havsytan. På 1930-talet byggde man till exempel den trettio kilometer långa skyddsvallen Afsluitdijk för att avskära viken Zuiderzee från Nordsjön och öka landytan.   Större delen av provinsen Flevoland ligger på gammal havsbotten.
Områden som ligger under havsytan, som till exempel Söderfjärden i Österbotten i Finland, måste ständigt dräneras med hjälp av pumpar för att inte översvämmas.
Landåtervinning har länge använts för att bygga ut städer som till exempel i Singapore och Hongkong och i Köpenhamn i Danmark har bostadsområden  byggts på utfylld mark som har skapats av jord från stadens  byggprojekt. Den konstgjorda ön Lynetteholmen, som planeras utanför Köpenhamn, skall skapas på samma sätt.